# Oxytropis proxima
Oxytropis proxima är en ärtväxtart som beskrevs av Antonina Georgievna Borissova. Oxytropis proxima ingår i släktet klovedlar, och familjen ärtväxter. Inga underarter finns listade i Catalogue of Life.